# 伊萨亚赫·伯尔斯
伊萨亚赫·伯尔斯（荷蘭語：Isayah Boers，1999年6月19日—），荷兰男子田径运动员，2022年世界室内田径锦标赛男子4×400米接力铜牌得主、2023年欧洲室内田径锦标赛男子4×400米接力铜牌得主。